# Begonia exalata
Begonia exalata é uma espécie de Begonia, nativa do Equador.